# Новы-Кавенчин (деревня, Лодзинское воеводство)
Новы-Кавенчин (пол. Nowy Kawęczyn) — деревня в Польше, в Лодзинском воеводстве, в Скерневицком повяте, центр гмины Новы-Кавенчин. Расположена в центре страны, в 70 километрах к юго-западу от Варшавы.
По данным на 2004 г., население составляет ок. 110 жителей.